# Satyrus juldussicus
Satyrus juldussicus är en fjärilsart som beskrevs av Holik 1956. Satyrus juldussicus ingår i släktet Satyrus och familjen praktfjärilar. Inga underarter finns listade.